# Portsmouth Damm

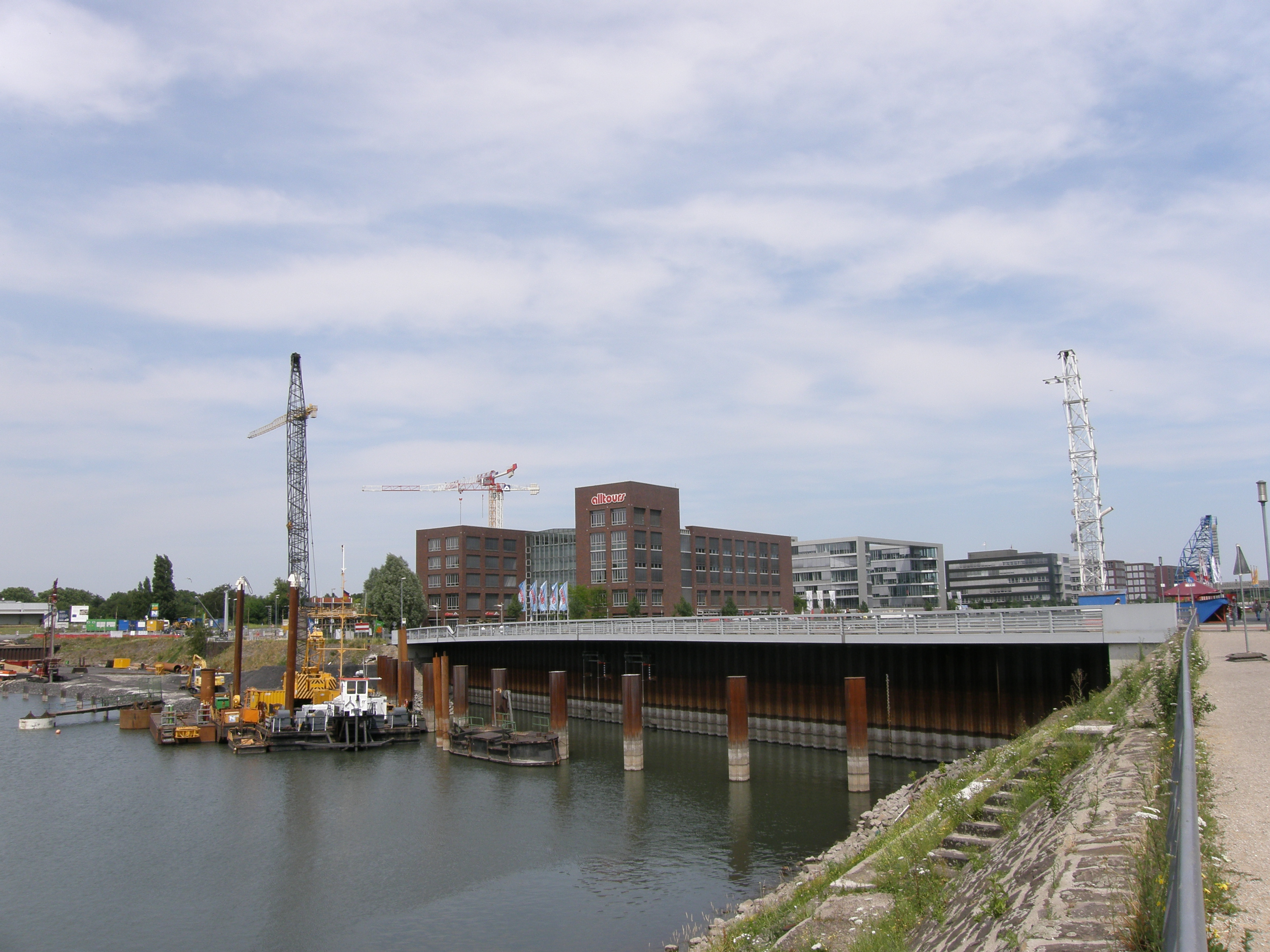
Portsmouth Damm mit vorgelagerter Dalbenreihe und Bauaktivitäten für das Eurogate Duisburg am Holzhafen

Der Portsmouth Damm im Duisburger Innenhafen ist ein Querungsbauwerk, welches das östliche Hafenbecken vom pegelstandabhängigen Westteil wasserdicht abtrennt und aufstaut. Namensgeber ist die südenglische Partnerstadt Duisburgs, Portsmouth.
Der fast 100 Meter lange Spundwandfangedamm trennt östlich des ehemaligen Holzhafens den Rest des Hafenbeckens ab, sodass dort ein 48.000 m² großes Binnengewässer mit gleichmäßigem Niveau entstand. Die beiden Hafenteile sind mit Spundwänden abgeschlossen, dazwischen liegt ein Stauraumkanal (7,5 Meter Querschnitt), der die Versorgungsleitungen für die Neubauten auf der nördlichen Hafenseite enthält. Außerdem ist dort ein Grundablass für den aufgestauten Teil in Richtung des Holzhafens eingebaut.
Der Boden des abgeschlossenen Sees wurde fünf Meter hoch angehoben und mit einer Grundversiegelung versehen. Der dortige Wasserstand wird mit Hilfe eines ökologisch abgestuften Wasserbewirtschaftungssystems gehalten, das in den Grachten Niederschlagswasser sammelt oder Grundwasser hochpumpt und ins Becken weiterleitet. Der pegelstandsabhängige Hafenteil mit der Verbindung via Schwanentorbrücke zum Rhein kann einen maximal 7,5 Meter niedrigeren Wasserstand aufweisen.
Der Damm verbindet den südlich gelegenen Philosophenweg mit der nördlich des Hafenbeckens gelegenen Schifferstraße und liegt an der Stelle der ehemaligen Fährverbindung. Er ist die einzige Autoverbindung über den hinteren Innenhafen, weiter westlich überquert noch die als Fußgängerbrücke ausgelegte Buckelbrücke das Becken. Neben der zweispurigen Fahrbahn sind beidseitig Rad- und Gehwege angeordnet. Die Fahrbahn befindet sich zehn Meter über dem Niveau des Holzhafens. Zum Schutz vor Schiffsanprall ist diese Seite mit einer Dalbenkette versehen.
Die für den Masterplan von Sir Norman Foster and Partners benötigten Infrastrukturen wie Straßen und der Damm wurden ab 1996 durch Fördermittel des Landes Nordrhein-Westfalen und der Europäischen Union finanziert, der Damm selbst 1999 fertiggestellt. Die Baukosten betrugen 2,6 Millionen Euro. Das Bauwerk war notwendig, um den neugeplanten beziehungsweise zu renovierenden Bauten einen sicheren Schutz vor Hochwasser und dem in der Ruhrmündung sehr hohen Grundwasserspiegel zu bieten.
Am 22. April 2008 stürzte ein Kran auf den Portsmouth Damm und fing Feuer, eine Gasflasche explodierte. Ein Löschboot der Hafenfeuerwehr konnte den Brand löschen.